# Hikueru
Hikueru, Tiveru vagy Te Karena egy teljesen körbezárt atoll sziget a Dél-Csendes-óceánon. A terület politikailag Francia Polinéziához tartozik. Hikueru a Tuamotu-szigetek egyik alcsoportjának, a Hikueru szigetcsoportnak a része. A Hikueru szigetcsoport a Tuamotu szigetcsoport központi részén található. A Hikueru szigetcsoport másik négy tagja Marokau, Ravahere, Reitoru és Tekokota. A szigetcsoport legészakibb szigete Tekokata. Tőle délre az első sziget Hikueru 22km-re. Hikueru délnyugati szomszédja Reitoru 42km-re, délkeletre pedig Marokau (46km) és Makatea (55km). Marokau és Ravahere egy külön álló apró szigetcsoportot képez, mely a Két csoport-szigetek nevet viseli. Hikureu Tahititől 680km-re fekszik keletre.
Hikueru atoll kör alakját nem töri meg tengerszoros. Mély, belső lagúnájába ezért nem lehet vízen keresztül bejutni. Az ovális alakú atoll 15 km hosszú és 9,5 km széles. A teljes víz feletti területe 107 km². Koralljai között sok motu van, ezek összterülete 25 km². Hikueru lakossága mintegy 200 fő állandó lakos volt a 2007-es népszámláláskor. Az egyetlen település a szigeten Tupapati, amely a sziget északnyugati részén található.
Hikueru szigetén játszódik Armstrong Sperry Call It Courage című regénye, amely 1940-ben elnyerte a Newbery Medalt.

## Története
Hikueru atollt legelőször Louis Antoine de Bougainville francia felfedező fedezte fel a nyugat számára 1768-ban. Domingo de Boenechea spanyol hajós 1774. október 31-én pillantotta meg Hikuerut Aguila nevű hajóján. Ekkor a "San Juan" nevet adta a szigetnek.
A 19. században Hikueru francia gyarmat lett. Ekkor a lakosság 30 fő volt (1850. környékén). A század végére az atoll gazdasága fellendült. A szigeten létrehozott gyöngykagyló telepekről Európába szállítottak gyöngyöt ruhagombnak, elsősorban a németek számára. A szezonálisan működő farmon olykor 5000 ember is dolgozott. A helyi hittérítők a búvárokat kényszerítették egy templom építésére is, amely korall sziklákból épült. Ez a templom a mai napig a szigetcsoport a leghatalmasabb épülete.
Az 1903-as trópusi ciklon hatalmas károkat okozott a szigeteken. A 12 méteres hullámokat korbácsoló pusztító vihar 377 emberéletet követelt (közülük 261-en a Hao szigetről), amelyet később Jack London is részletesen leírt a "South Sea Tales" című regényében.
A 20. század első felében egy impozáns templomot építettek (a polinéziai atollok tekintetében nézve) korall sziklákból Tupapati faluban.
Az 1988-as népszámláláskor már csak 123 főt találtak életben Hikueru szigetén.

## Közigazgatás
Közigazgatásilag Hikueru atoll egy önálló települési önkormányzat. Hozzá tartozik Marokau, Ravahere, Reitoru és Tekokota.

## Gazdasága
Létezik a szigeten egy 1400 méter hosszú leszállópályával ellátott repülőtér a fő motutól északra, amelyet 2010-ben adtak át. A létesítményt 2005-ben kezdték el építeni a külföldi légiósok. Ezáltal ma már a turizmus számára is elérhető a Hikueru sziget. 2011-ben újabb leszállópályát építettek, amelyről egyszerűbb eljutni a fő motura.
A sziget lakossága kopra gyűjtögetésből él. Az 1970-es évekig Hikueru volt a Tuamotu-szigeteken történő mélytengeri búvárkodás egyik központja.
2010 júliusában a teljes napfogyatkozás alkalmával rengetegen látogattak a szigetre, amelyre legutoljára évtizedekkel azelőtt volt csak példa.

## További információ
- Atoll lista (franciául) Archiválva 2007. február 28-i dátummal a Wayback Machine-ben